# رينيه لوفيفر
رينيه لوفيفر (بالفرنسية: René Lefèvre)‏ (و. 1898 – 1991 م) هو ممثل، وكاتِب، وكاتب سيناريو، من فرنسا، ولد في نيس، توفي عن عمر يناهز 93 عاماً.

## وصلات خارجية
- رينيه لوفيفر على موقع IMDb (الإنجليزية)
- رينيه لوفيفر على موقع ألو سيني (الفرنسية)
- رينيه لوفيفر على موقع ميوزك برينز (الإنجليزية)
- رينيه لوفيفر على موقع أول موفي (الإنجليزية)
- رينيه لوفيفر على موقع قاعدة بيانات الأفلام السويدية (السويدية)
- رينيه لوفيفر على موقع إن إن دي بي (الإنجليزية)
- رينيه لوفيفر على موقع قاعدة بيانات الفيلم (الإنجليزية)
- رينيه لوفيفر على موقع كينوبويسك (الروسية)